# Ermanno Arslan
Ermanno Alessio Arslan (Verona, 15 agosto 1940) è uno storico, numismatico e archeologo italiano.

## Biografia
Dopo la maturità classica presso il liceo Manzoni di Milano, conseguita nel 1959, si iscrive  all'Università degli Studi di Pavia dove si laurea, avendo quale relatore Guido A. Mansuelli, nell'anno accademico 1962-1963 con la tesi Le terme romane. I problemi della distribuzione degli ambienti e della strutturazione degli spazi.
Negli anni successivi è assistente volontario alla cattedra di archeologia dell'Università degli Studi di Padova e ottiene varie borse di studio per perfezionare la sua formazione, lavorando come archeologo tra Padova e Milano fino al 1973.
Tra il  1969 e il 1973 lavora anche al Museo Romano di Brescia e l'ultimo anno viene nominato conservatore delle  coleccións numismáticas del Museo Archeologico di Milano. Dal 1975 al 2003 è direttore della collezione  numismatica del Castello Sforzesco, e, sempre a Milano, dal 2003 è il responsabile delle collezioni numismatiche comunali.
Nello specifico:
- Scavo archeologico del sito di Skylletion-Scolacium/Roccelletta di Borgia dal 1966 al 1996[3]
- Collaborazione con la Direzione del Museo Romano di Brescia dal 1969 al 1973[1]
- Conservatore delle Civiche Raccolte Numismatiche di Milano dal dicembre 1973[1][2]
- Direttore delle Civiche Raccolte Archeologiche e Numismatiche del Castello Sforzesco di Milano dal giugno 1975 all'aprile 2003[1][2]
- Conservatore Onorario del Museo civico Carlo Verri di Biassono dal 1978[1][2]
- Membro del Comitato della Commission Internationale de Numismatique dal 1986 e Membro onorario dall'11 settembre 1997[1]
- Membro del consiglio scientifico del Centro Italiano di Studi sull'Alto Medioevo dal 1998
- Soprintendente del Castello Sforzesco di Milano dal marzo 1999 al settembre 2005[1][2][4]
- Presidente dell'Università Popolare di Milano dal 18 dicembre 2002[2]
- Socio corrispondente dell'Accademia Nazionale dei Lincei dal 2003[2]
- Direttore delle Civiche Raccolte d'Arte di Milano dall'aprile 2003 al settembre 2005[1][2]

Ritiratosi in pensione dopo quest'ultimo incarico, è stato professore a contratto presso lo IULM di Milano dal 2005 al 2012 e Direttore del Museo Bagatti-Valsecchi di Milano dal 1º luglio 2010 al 31 maggio 2011.